# 1956–1957-es bajnokcsapatok Európa-kupája
A 1956–1957-es bajnokcsapatok Európa-kupája volt a sorozat második kiírása. Ebben a szezonban rendeztek először úgynevezett selejtezőkört, melyben 12 csapat vett részt. Innen 6 csapat jutott a nyolcaddöntőbe, ahol további 10 (kiemelt) csapat csatlakozott a küzdelemhez, köztük a későbbi kupagyőztes Real Madrid, valamint a Bp. Honvéd együttese.
Ebben a szezonban vezették be az összesített döntetlen esetén azt, hogy egy harmadik mérkőzést játszanak, ami a továbbjutásról dönt. Erre háromszor került sor a tornán. A döntőt 1957. május 30-án játszották a madridi Bernabéu stadionban.

## Eredmények

### Selejtező
| 1. csapat         | Össz. | 2. csapat         | 1. mérk. | 2. mérk. |
| ----------------- | ----- | ----------------- | -------- | -------- |
| Borussia Dortmund | 5–51  | Spora Luxembourg  | 4–3      | 1–2      |
| Dinamo București  | 4–3   | Galatasaray       | 3–1      | 1–2      |
| Anderlecht        | 0–12  | Manchester United | 0–2      | 0–10     |
| Slovan Bratislava | 4–2   | CWKS Warszawa     | 4–0      | 0–2      |
| Aarhus GF         | 2–6   | OGC Nice          | 1–1      | 1–5      |
| FC Porto          | 3–5   | Athletic Bilbao   | 1–2      | 2–3      |

1Mivel az összesített végeredmény 5–5 lett, a szabályok értelmében 3. mérkőzésre került sor, amelyen a Borussia Dortmund 7–0-s arányban diadalmaskodott.

#### 1. mérkőzések
| 1956. augusztus 1. |

| Borussia Dortmund                         | 4–3   | Spora Luxembourg   |
| ----------------------------------------- | ----- | ------------------ |
| Bracht 32' Niepieklo 57' Preißler 60' 78' | (1–2) | Boreux 25' 35' 88' |

| Rote Erde Stadion, Dortmund Nézőszám: 20 000 Játékvezető: Martens (holland) |

| 1956. augusztus 26. |

| Dinamo București      | 3–1   | Galatasaray |
| --------------------- | ----- | ----------- |
| Voica 10' 66' Ene 82' | (1–0) | Oktay 68'   |

| Augusztus 23-a Stadion, Bukarest Nézőszám: 85 000 Játékvezető: Liverani (olasz) |

| 1956. szeptember 12. |

| Anderlecht | 0–2   | Manchester United      |
| ---------- | ----- | ---------------------- |
|            | (0–1) | Viollet 27' Taylor 75' |

| Stade Émile Versé, Anderlecht, Brüsszel Nézőszám: 33 000 Játékvezető: Horn (holland) |

| 1956. szeptember 12. |

| Slovan UNV Bratislava                             | 4–0   | CWKS Warszawa |
| ------------------------------------------------- | ----- | ------------- |
| Pažický 11' 68' Kováč 30' (11-esből) Moravčik 40' | (3–0) |               |

| Tehelné pole, Pozsony Nézőszám: 25 000 Játékvezető: Mayer (osztrák) |

| 1956. szeptember 12. |

| Aarhus GF  | 1–1   | OGC Nice |
| ---------- | ----- | -------- |
| Jensen 14' | (1–0) | Foix 58' |

| Idrætsparken Stadion, Koppenhága Nézőszám: 12 900 Játékvezető: Ellis (angol) |

| 1956. szeptember 20. |

| FC Porto       | 1–2   | Athletic Bilbao       |
| -------------- | ----- | --------------------- |
| José Maria 53' | (0–1) | Gaínza 6' Trapero 84' |

| Estádio das Antas, Porto Nézőszám: 35 000 Játékvezető: Maurelli (olasz) |

#### 2. mérkőzések
| 1956. szeptember 6. |

| Spora Luxembourg       | 2–1   | Borussia Dortmund |
| ---------------------- | ----- | ----------------- |
| Fiedler 22' Letsch 40' | (2–1) | Preißler 28'      |

| Stade Municipal, Luxembourg Nézőszám: 7 000 Játékvezető: Lescart (belga) |

Az összesített eredmény 5–5 lett, így a szabályok értelmében 3. mérkőzés került kiírásra.
| 1956. szeptember 19. |

| CWKS Warszawa          | 2–0   | Slovan Bratislava |
| ---------------------- | ----- | ----------------- |
| Kowal 52' Brychczy 62' | (0–0) |                   |

| Lengyel hadsereg stadionja, Varsó Nézőszám: 40 000 Játékvezető: Grill (osztrák) |

Továbbjutott a Slovan Bratislava 4–2-es összesítéssel.
| 1956. szeptember 26. |

| Manchester United                                                  | 10–0  | Anderlecht |
| ------------------------------------------------------------------ | ----- | ---------- |
| Taylor 8' 20' 54' Viollet 26' 39' 40' 75' Whelan 63' 89' Berry 78' | (5–0) |            |

| Maine Road, Manchester Nézőszám: 43 635 Játékvezető: Griffiths (walesi) |

Továbbjutott a Manchester United 12–0-s összesítéssel.
| 1956. szeptember 26. |

| Athletic Bilbao                | 3–2   | FC Porto                  |
| ------------------------------ | ----- | ------------------------- |
| Arteche 15' 72' (11-esből) 83' | (1–2) | Hernâni 4' José Maria 20' |

| San Mamés, Bilbao Nézőszám: 34 705 Játékvezető: Maurelli (olasz) |

Továbbjutott az Athletic Bilbao 5–3-as összesítéssel.
| 1956. szeptember 27. |

| OGC Nice                               | 5–1   | Aarhus GF  |
| -------------------------------------- | ----- | ---------- |
| Foix 2' Milazzo 27' 74' Faivre 45' 60' | (3–0) | Jensen 82' |

| Stade du Ray, Nizza Nézőszám: 8 144 Játékvezető: Husband (angol) |

Továbbjutott az OGC Nice 6–2-es összesítéssel.
| 1956. szeptember 30. |

| Galatasaray         | 2–1   | Dinamo București |
| ------------------- | ----- | ---------------- |
| Aytaç 40' Oktay 90' | (1–1) | Suru 30'         |

| Ali Sami Yen Stadion, Isztambul Nézőszám: 23 764 Játékvezető: Jiranek (osztrák) |

Továbbjutott a Dinamo București 4–3-as összesítéssel.

#### 3. mérkőzés
| 1956. szeptember 16. |

| Borussia Dortmund                                           | 7–0   | Spora Luxembourg |
| ----------------------------------------------------------- | ----- | ---------------- |
| Preißler 25' 37' Simmer 30' Kelbassa 41' 50' 63' Peters 57' | (4–0) |                  |

| Stadion Rote Erde, Dortmund Nézőszám: 15 000 Játékvezető: Buchmüller (svájci) |

Továbbjutott a Borussia Dortmund.

### Nyolcaddöntő
| 1. csapat         | Össz. | 2. csapat         | 1. mérk. | 2. mérk. |
| ----------------- | ----- | ----------------- | -------- | -------- |
| Manchester United | 3–2   | Borussia Dortmund | 3–2      | 0–0      |
| CDNA Szofija      | 10–4  | Dinamo București  | 8–1      | 2–3      |
| Rangers           | 3–33  | OGC Nice          | 2–1      | 1–2      |
| Slovan Bratislava | 1–2   | Grasshopper       | 1–0      | 0–2      |
| Real Madrid       | 5–52  | Rapid Wien        | 4–2      | 1–3      |
| Rapid JC          | 3–6   | Crvena zvezda     | 3–4      | 0–2      |
| Fiorentina        | 2–1   | IFK Norrköping    | 1–1      | 1–0      |
| Athletic Bilbao   | 6–5   | Budapesti Honvéd  | 3–2      | 3–3      |

- 2Mivel az összesített végeredmény 5–5 lett, a szabályok értelmében 3. mérkőzésre került sor, amelyen a Real Madrid 2–0-s arányban diadalmaskodott.
- 3Mivel az összesített végeredmény 3–3 lett, a szabályok értelmében 3. mérkőzésre került sor, amelyen a OGC Nice 3–1-es arányban diadalmaskodott.

#### 1. mérkőzések
| 1956. október 17. |

| Manchester United        | 3–2   | Borussia Dortmund           |
| ------------------------ | ----- | --------------------------- |
| Viollet 10' 26' Pegg 30' | (3–0) | Kapitulski 80' Preißler 87' |

| Maine Road, Manchester Nézőszám: 75 568 Játékvezető: Horn (holland) |

| 1956. október 21. |

| CDNA Szofija                                                     | 8–1   | Dinamo București     |
| ---------------------------------------------------------------- | ----- | -------------------- |
| Kolev 12' 27' 56' 64' Milanov 21' 67' Panajotov 65' Dimitrov 80' | (3–0) | Băcut 71' (11-esből) |

| Vaszil Levszki Nemzeti Stadion, Szófia Nézőszám: 50 000 Játékvezető: Stefanović (jugoszláv) |

| 1956. október 24. |

| Rangers                | 2–1   | OGC Nice   |
| ---------------------- | ----- | ---------- |
| Murray 40' Simpson 60' | (1–1) | Faivre 22' |

| Ibrox Stadion, Glasgow Nézőszám: 65 000 Játékvezető: Ellis (angol) |

| 1956. október 24. |

| Slovan Bratislava | 1–0   | Grasshopper |
| ----------------- | ----- | ----------- |
| Moravčik 19'      | (1–0) |             |

| Tehelné pole, Pozsony Nézőszám: 30 000 Játékvezető: Seipelt (osztrák) |

| 1956. november 1. |

| Real Madrid                       | 4–2   | Rapid Wien            |
| --------------------------------- | ----- | --------------------- |
| Di Stéfano 10' 22' Marsal 61' 63' | (2–0) | Dienst 59' Gießer 89' |

| Santiago Bernabéu stadion, Madrid Nézőszám: 100 000 Játékvezető: Dienst (svájci) |

| 1956. november 3. |

| Rapid JC                                  | 3–4   | Crvena zvezda                         |
| ----------------------------------------- | ----- | ------------------------------------- |
| Janssen 8' Bischops 76' Tasić 79' (öngól) | (1–2) | Kostić 4' 74' Toplak 38' Rudinski 81' |

| Gemeentelijk, Kerkrade Nézőszám: 11 500 Játékvezető: Alsteen (belga) |

| 1956. november 21. |

| Fiorentina  | 1–1   | IFK Norrköping |
| ----------- | ----- | -------------- |
| Bizzari 15' | (1–1) | Bild 8'        |

| Comunale, Firenze Nézőszám: 6 000 Játékvezető: Harzic (francia) |

| 1956. november 22. |

| Athletic Bilbao                     | 3–2   | Budapest Honvéd      |
| ----------------------------------- | ----- | -------------------- |
| Arteche 16' Marcaida 27' Arieta 84' | (2–0) | Budai 75' Kocsis 86' |

| San Mamés, Bilbao Nézőszám: 39 184 Játékvezető: Husband (angol) |

#### 2. mérkőzések
| 1956. november 21. |

| Borussia Dortmund | 0–0 | Manchester United |
| ----------------- | --- | ----------------- |
|                   |     |                   |

| Rote Erde Stadion, Dortmund Nézőszám: 44 570 Játékvezető: Martens (holland) |

Továbbjutott a Manchester United 3–2-es összesítéssel.
| 1956. december 30. |

| Dinamo București                           | 3–2   | CDNA Szofija            |
| ------------------------------------------ | ----- | ----------------------- |
| Nicuşor 58' (11-esből) Lăzar 67' Neagu 84' | (0–1) | Sztojanov 22' Janev 62' |

| Stadionul Republicii, Bukarest Nézőszám: 20 000 Játékvezető: Jiranek (osztrák) |

Továbbjutott a CDNA Szofija 10–4-es összesítéssel.
| 1956. november 14. |

| OGC Nice           | 2–1   | Rangers                |
| ------------------ | ----- | ---------------------- |
| Bravo 61' Foix 64' | (0–1) | Hubbard 41' (11-esből) |

| Stade du Ray, Nizza Nézőszám: 8 439 Játékvezető: Pieri (olasz) |

Az összesített eredmény 3–3 lett, így a szabályok értelmében 3. mérkőzés került kiírásra.
| 1956. december 12. |

| Grasshopper                 | 2–0   | Slovan Bratislava |
| --------------------------- | ----- | ----------------- |
| Vukosavljević 75' Duret 90' | (0–0) |                   |

| Grünwalder St., München Nézőszám: 12 000 Játékvezető: Seipelt (osztrák) |

Továbbjutott a Grasshopper 2–1-es összesítéssel.
| 1956. november 14. |

| Rapid Wien                    | 3–1   | Real Madrid    |
| ----------------------------- | ----- | -------------- |
| Happel 19' 39' (11-esből) 42' | (3–0) | Di Stéfano 60' |

| Práter stadion, Bécs Nézőszám: 60 000 Játékvezető: Guigue (francia) |

Az összesített eredmény 5–5 lett, így a szabályok értelmében 3. mérkőzés került kiírásra.
| 1956. november 8. |

| Crvena zvezda         | 2–0   | Rapid JC |
| --------------------- | ----- | -------- |
| Toplak 33' Kostić 78' | (1–0) |          |

| JNA Stadion, Belgrád Nézőszám: 15 000 Játékvezető: Roman (osztrák) |

Továbbjutott a Crvena zvezda 6–3-as összesítéssel.
| 1956. november 28. |

| IFK Norrköping | 0–1   | Fiorentina  |
| -------------- | ----- | ----------- |
|                | (0–1) | Virgili 17' |

| Stadio Olimpico, Róma Nézőszám: 10 200 Játékvezető: Devillers (francia) |

Továbbjutott a Fiorentina 2–1-es összesítéssel.
| 1956. december 20. |

| Budapest Honvéd                | 3–3   | Athletic Bilbao           |
| ------------------------------ | ----- | ------------------------- |
| Budai 6' Kocsis 81' Puskás 85' | (1–1) | Merodio 3' 71' Arieta 68' |

| Heysel Stadion, Brüsszel Nézőszám: 30 000 Játékvezető: Alsteen (belga) |

Továbbjutott az Athletic Bilbao 6–5-ös összesítéssel.

#### 3. mérkőzések
| 1956. november 28. |

| OGC Nice                     | 3–1   | Rangers            |
| ---------------------------- | ----- | ------------------ |
| Foix 43' Muro 51' Faivre 75' | (1–0) | Bonvin 50' (öngól) |

| Parc des Princes, Párizs Nézőszám: 11 908 Játékvezető: van Nuffel (belga) |

Továbbjutott az OGC Nice.
| 1956. december 13. |

| Real Madrid         | 2–0   | Rapid Wien |
| ------------------- | ----- | ---------- |
| Joseíto 2' Kopa 24' | (2–0) |            |

| Santiago Bernabéu stadion, Madrid Nézőszám: 100 000 Játékvezető: Bond (angol) |

Továbbjutott a Real Madrid.

### Negyeddöntő
| 1. csapat       | Össz. | 2. csapat         | 1. mérk. | 2. mérk. |
| --------------- | ----- | ----------------- | -------- | -------- |
| Athletic Bilbao | 5–6   | Manchester United | 5–3      | 0–3      |
| Fiorentina      | 5–3   | Grasshopper       | 3–1      | 2–2      |
| Real Madrid     | 6–2   | OGC Nice          | 3–0      | 3–2      |
| Crvena zvezda   | 4–3   | CDNA Szofija      | 3–1      | 1–2      |

#### 1. mérkőzések
| 1957. január 16. |

| Athletic Bilbao                                  | 5–3   | Manchester United                 |
| ------------------------------------------------ | ----- | --------------------------------- |
| Uribe 3' 28' Marcaia 43' Merodio 73' Arteche 78' | (2–0) | Taylor 48' Viollet 54' Whelan 85' |

| San Mamés, Bilbao Nézőszám: 36 737 Játékvezető: Dusch (NSZK) |

| 1957. február 6. |

| Fiorentina                | 3–1   | Grasshopper  |
| ------------------------- | ----- | ------------ |
| Segato 3' Taccola 10' 12' | (3–1) | Ballaman 31' |

| Comunale, Firenze Nézőszám: 10 000 Játékvezető: Seipelt (osztrák) |

| 1957. február 14. |

| Real Madrid                | 3–0   | OGC Nice |
| -------------------------- | ----- | -------- |
| Joseíto 19' Mateos 50' 72' | (1–0) |          |

| Santiago Bernabéu stadion, Madrid Nézőszám: 110 000 Játékvezető: Versyp (belga) |

| 1957. február 17. |

| Crvena zvezda             | 3–1   | CDNA Szofija |
| ------------------------- | ----- | ------------ |
| Kostić 7' 25' Popović 53' | (2–0) | Janev 89'    |

| JNA Stadion, Belgrád Nézőszám: 33 000 Játékvezető: Pieri (olasz) |

#### 2. mérkőzések
| 1957. február 6. |

| Manchester United                | 3–0   | Athletic Bilbao |
| -------------------------------- | ----- | --------------- |
| Viollet 41' Taylor 70' Berry 84' | (1–0) |                 |

| Maine Road, Manchester Nézőszám: 70 000 Játékvezető: Dusch (NSZK) |

Továbbjutott a Manchester United 6–5-ös összesítéssel.
| 1957. február 27. |

| Grasshopper                    | 2–2   | Fiorentina              |
| ------------------------------ | ----- | ----------------------- |
| Ballaman 24' Vukosavljević 84' | (1–1) | Julinho 8' Montuori 51' |

| Hardturm Stadion, Zürich Nézőszám: 18 000 Játékvezető: Seipelt (osztrák) |

Továbbjutott a Fiorentina 5–3-as összesítéssel.
| 1957. március 14. |

| OGC Nice                       | 2–3   | Real Madrid                    |
| ------------------------------ | ----- | ------------------------------ |
| Foix 15' Kocsur 83' (11-esből) | (1–1) | Joseíto 19' Di Stéfano 50' 80' |

| Stade du Ray, Nizza Nézőszám: 21 724 Játékvezető: Husband (angol) |

Továbbjutott a Real Madrid 6–2-es összesítéssel.
| 1957. február 24. |

| CDNA Szofija                         | 2–1   | Crvena zvezda        |
| ------------------------------------ | ----- | -------------------- |
| Bozskov 22' (11-esből) Panajotov 39' | (2–1) | Tasić 29' (11-esből) |

| Vaszil Levszki Nemzeti Stadion, Szófia Nézőszám: 50 000 Játékvezető: Latisev (szovjet) |

Továbbjutott a Crvena zvezda 4–3-as összesítéssel.

### Elődöntő
| 1. csapat     | Össz. | 2. csapat         | 1. mérk. | 2. mérk. |
| ------------- | ----- | ----------------- | -------- | -------- |
| Crvena zvezda | 0–1   | Fiorentina        | 0–0      | 0–1      |
| Real Madrid   | 5–3   | Manchester United | 3–1      | 2–2      |

#### 1. mérkőzések
| 1957. április 3. |

| Crvena zvezda | 0–1   | Fiorentina |
| ------------- | ----- | ---------- |
|               | (0–0) | Prini 88'  |

| JNA Stadion, Belgrád Nézőszám: 40 000 Játékvezető: Alsteen (belga) |

| 1957. április 11. |

| Real Madrid                        | 3–1   | Manchester United |
| ---------------------------------- | ----- | ----------------- |
| Rial 61' Di Stéfano 74' Mateos 84' | (0–0) | Taylor 82'        |

| Santiago Bernabéu stadion, Madrid Nézőszám: 120 000 Játékvezető: Horn (holland) |

#### 2. mérkőzések
| 1957. április 18. |

| Fiorentina | 0–0 | Crvena zvezda |
| ---------- | --- | ------------- |
|            |     |               |

| Comunale, Firenze Nézőszám: 70 000 Játékvezető: Schipper (holland) |

Továbbjutott a Fiorentina 1–0-s összesítéssel.
| 1957. április 25. |

| Manchester United       | 2–2   | Real Madrid       |
| ----------------------- | ----- | ----------------- |
| Taylor 52' Charlton 87' | (0–2) | Kopa 25' Rial 32' |

| Old Trafford, Manchester Nézőszám: 65 000 Játékvezető: Lequesne (francia) |

Továbbjutott a Real Madrid 5–3-as összesítéssel.

### Döntő
| 1957. május 30. |

| Real Madrid              | 2–0   | Fiorentina |
| ------------------------ | ----- | ---------- |
| Di Stéfano 70' Gento 76' | (0–0) |            |

| Santiago Bernabéu stadion, Madrid Nézőszám: 120 000 Játékvezető: Horn (holland) |

| Az 1956–57-es bajnokcsapatok Európa-kupájának győztese |
| Real Madrid 2. cím                                     |
| ← 1955–56 Real Madrid                                  |
| Real Madrid 1957–58 →                                  |

## Góllövőlista
| #  | Név                | Csapat            | Gólok |
| -- | ------------------ | ----------------- | ----- |
| 1. | Dennis Viollet     | Manchester United | 9     |
| 2. | Tommy Taylor       | Manchester United | 8     |
| 3. | Alfredo Di Stéfano | Real Madrid       | 7     |
| 4. | Alfred Preißler    | Borussia Dortmund | 6     |
| 5. | José Luís Arteche  | Athletic Bilbao   | 5     |
| 5. | Jacques Foix       | OGC Nice          | 5     |
| 5. | Bora Kostić        | Crvena zvezda     | 5     |